# Tølløse Sogn
Tølløse Sogn er et sogn i Holbæk Provsti (Roskilde Stift).
I 1800-tallet var Ågerup Sogn anneks til Tølløse Sogn. Begge sogne hørte til Merløse Herred i Holbæk Amt. Tølløse-Ågerup sognekommune blev senere delt, så hvert sogn blev en selvstændig sognekommune. Ved kommunalreformen i 1970 blev Ågerup indlemmet i Holbæk Kommune, og Tølløse blev kernen i Tølløse Kommune, der ved strukturreformen i 2007 også indgik i Holbæk Kommune.
Tølløse Sogn ligger Tølløse Kirke.
I sognet findes følgende autoriserede stednavne:
- Gammel Tølløse (bebyggelse, ejerlav)
- Glæmosegård (bebyggelse)
- Grøntved (bebyggelse)
- Hjortholmshuse (bebyggelse)
- Kvarmløse (bebyggelse, ejerlav)
- Lillevang (bebyggelse)
- Lunderød (bebyggelse, ejerlav)
- Mandsholm (bebyggelse)
- Marup (bebyggelse, ejerlav)
- Nederskov (bebyggelse)
- Nyby (bebyggelse, ejerlav)
- Nyvang (bebyggelse)
- Nørre Eskilstrup (bebyggelse, ejerlav)
- Nørre Vallenderød (bebyggelse, ejerlav)
- Skimmede (bebyggelse, ejerlav)
- Skov Vallenderød (bebyggelse, ejerlav)
- Sofieholm (landbrugsejendom)
- Tjørnede (bebyggelse, ejerlav)
- Tysinge Mose (areal)
- Tølløse (bebyggelse, ejerlav, landbrugsejendom)